# Farma wiatrowa w Bardach
Farma wiatrowa w Bardach – farma wiatrowa o mocy 50 MW zlokalizowana w miejscowości Bardy położonej w województwie zachodniopomorskim, w powiecie kołobrzeskim, w gminie Dygowo. Składa się z dwudziestu pięciu turbin firmy Vestas o mocy 2 MW każda. Według zapowiedzi nowego właściciela farmy będzie ona produkowała około 150.000 MWh energii elektrycznej rocznie.